# هارلي باين
هارلي باين (بالإنجليزية: Harley Payne)‏ هو لاعب كرة قاعدة أمريكي، ولد في 9 يناير 1868 في Windsor, Ohio ‏ في الولايات المتحدة، وتوفي في 29 ديسمبر 1935 في أورول في الولايات المتحدة.

## وصلات خارجية
- هارلي باين على موقعبيزبول رفرنس.كوم (الدوري الرئيسي) (الإنجليزية)
- هارلي باين على موقعبيزبول رفرنس.كوم (الدوري الثانوي) (الإنجليزية)